# Hrvatski dom u Splitu
Zgrada Hrvatskog doma u Splitu zaštićeno je kulturno dobro zavedena pod oznakom Z-4538. 

## Povijest
Hrvatski sokol Split osnovan je 1893.g. u Splitu. Prvi starješina splitskog Sokola je bio Vinko (Vicko) Katalinić. 
Ideja o izgradnji „Hrvatskog doma“ pojavila sa 1896. g. sa svrhom da okuplja splitska narodnjačka kulturno-umjetnička i sportska društva (Narodna čitaonica, Slavjanski napredak, Narodna glazba, Dobrovoljni vatrogasci, Muzikalno društvo “Zvonimir” i gimnastičko društvo “Hrvatski sokol”). Narodnjačka su društva u pozadini kulturne i sportske djelatnosti širila preporodne ideje u vrijeme borbe za nacionalnu afirmaciju i sjedinjenje Dalmacije s ostalom Hrvatskom, pohrvaćenje splitske općine i rješenje jezičnog pitanja.
Nalazi se u ulici koja i danas nosi ime projaktanta Hrvatskog doma Kamila Tončić-Sorinja.
Na prijelazu stoljeća umjetnici koji su uzdizali kulturni i umjetnički život Splita ujedini li su se u nacionalnim stranačkim krugovima, izveli ga iz provincijskog konteksta i stavili ga rame uz rame s europskim prijestolnicama. 
Dizajn građevine izrađen u duhu arhitekture Art Nouveau tj. Secesije potpisuje 
Kamilo Tončić pl. Sorinj 1906. godine i izazvao je različite reakcije javnosti. 
No, Hrvatski je dom ipak izgrađen prema Tončićevom dizajnu, a otvoren je 1908. Dom je trebao okupiti i udomiti splitska kulturno-umjetnička i sportska društva. Imao je važnu ulogu u glazbenom životu Splita kao mjesto okupljanja glazbenika, kao mjesto održavanja predstava i koncertna dvorana, sve do I. svjetskog rata. 
Najvažniji događaj u prvoj godini postojanja Hrvatskog doma bila je organizacija Prve dalmatinske izložbe umjetnina na kojoj je potaknuto osnivanje Hrvatskog umjetničkog društva Medulić, a pojavila se i ideja o osnivanju Galerije likovnih umjetnosti. 
U Hrvatskom domu održane su osnivačke skupštine sljedećih sportskih klubova: 
- 1911.g. HNK Hajduk,
- 1914.g. VK Gusar i
- 1920.g.JK Jadran.

U promijenjenim političkim okolnostima nakon Prvog svjetskog rata, Dom je izgubio prijeratnu ulogu kao bitan faktor u stvaranju glazbenog i umjetničkog života grada. 
Godine 1929. osnovan je Sokol Kraljevine Jugoslavije, a zabranjena su sva gimnastička društva s nacionalnim nazivima. Hrvatski sokolski savez nije pristupio novoosnovanom Sokolu Kraljevine Jugoslavije – donio je odluku o raspuštanju svih hrvatskih sokolskih društava koja su se svečano raspustila uz Himnu Lijepu našu. Prethodno su se članovi zajedno fotografirali. Odtada su se sve djelatnosti u Sokolskom domu odvijale u organizaciji i pod patronatom Sokola kao državne organizacije.
Najvažniji događaj u radu amaterskih sekcija Sokol bio je osnivanje Sokolskih kazališta lutaka 1933. godine koje je kontinuirano djelovalo sve do 1938. godine, a 1945. u istom je  prostoru (a dijelom i s istim glumcima i redateljem) osnovano Kazalište lutaka »Pionir«.
Nakon Drugog svjetskog rata, nekadašnja hrvatska, a kasnije kuća Sokol preimenovan je u Omladinski dom, dok su uz Gradsko kazalište lutaka Split, prostorima Doma dodijeljene različite sportske organizacije. Nije poznato što se sve zbivalo u zgradi Sokolskoga doma početkom i tijekom Drugog svjetskog rata, osim činjenice da je 1942., za vrijeme talijanske okupacije grada, bogata secesijska dekoracija glavnog pročelja i svečane dvorane uklonjena.
Po završetku Drugog svjetskog rata nekadašnji Hrvatski (kasnije Sokolski) dom preimenovan je u Omladinski dom. Godine 1951. sve prijeratne zgrade Sokola Kraljevine Jugoslavije postale su vlasništvo Društva tjelesnog odgoja »Partizan«. Od tada su veliku dvoranu Omladinskog doma spojenu s prostorom prvog kata i »balkonom« na dijelu drugog kata uličnog dijela zgrade koristili za vježbanje Društvo za tjelesni odgoj »Partizan«, Katedra za fizički odgoj Pedagoške akademije u Splitu (od osnutka 1974. godine), Škola za učenike u privredi »Mate Golem«, Savez slijepih, nogometaši »Hajduka« tijekom zimskih priprema. Prostorije na drugom katu uličnog dijela zgrade postali su uredi, a na trećem društvene prostorije DTO »Partizan«.
Između 1965. i 1969. godine balerina, koreografkinja i baletna pedagoginja Franka Hatze-Kuljiš (nećakinja skladatelja Josipa Hatzea) na trećem je katu Omladinskog doma vodila svoj baletni studio.

## Arhitektura
Reprezentativna zgrada Hrvatskog doma u Art Nouveau, dizajnirana u duhu Wagnerove škole i njenih ranijih djela, originalno je djelo zrelog arhitekta u kojem uz odjek klasicističke tradicije može biti i arhitektura modernog doba osjetila. No, ne samo njegov Art Nouveau idiom daje posebnu baštinsku vrijednost Hrvatskom domu, već i događaji i ličnosti povezane s njim, čija važnost u povijesti grada Splita i hrvatskoj umjetnosti nadmašuje značaj same zgrade.

## Obnova i svečano otvorenje
2005.g., u mandatu gradonačelnika Zvonimira Puljića, pokrenuta je inicijativa da se Hrvatskom domu vrati izvorni izgled, te su angažirane tri kulturnjakinje – Zdenka Mišura, tadašnja ravnateljica Gradskog kazališta lutaka, članica Orkestra HNK Nada Kuzmić i konzervatorica Sanja Buble – kako bi se koncipirao projektni program obnove zgrade uz osuvremenjivanje sadržaja. 
Restauracija je započela 2017.g., a 2019.g. je završena fasada.
Dana 19.12.2020.g. održan je inauguracijski koncert i svečano otvorenje Hrvatskog doma u Splitu, koji je obnovljen pod budnim okom konzertorice Sanje Buble 
U zgradi se nalazi koncertna dvorana, a od sportske tradicije se odustalo. 

## Zaštita
Pod oznakom Z-4538 zavedena je kao nepokretno kulturno dobro - pojedinačno, pravna statusa zaštićena kulturnog dobra, klasificiranog kao profana graditeljska baština.

## Vanjske poveznice
|  | Zajednički poslužitelj ima još gradiva o temi Hrvatski dom u Splitu |